# مهد مرداني
مهد مرداني (بالإنجليزية: Mohd Mardani)‏ هو لاعب كرة قدم سنغافوري في مركز الدفاع، ولد في 12 أكتوبر 1972 في سنغافورة. لعب مع نادي هوم يونايتد.